# Brussels International Business Court
Het Brussels International Business Court (BIBC) was een project om een Belgische Engelstalige overheidsrechtbank op te richten die bevoegd zou worden voor het beslechten van grensoverschrijdende handelsgeschillen. Het wetsontwerp ter oprichting van deze rechtbank werd in 2018 neergelegd door de regering-Michel I. Het Brussels International Business Court zou worden gevestigd in Brussel. Het BIBC zou de enige overheidsrechtbank worden die geen recht spreekt in een van de drie officiële landstalen.
Minister van Justitie Koen Geens lanceerde in 2017 het idee voor een Engelstalige ondernemingsrechtbank. De Hoge Raad voor de Justitie had echter bezwaren. Het oprichten van het Brussels International Business Court zou strijdig zijn met de Grondwet en met het Europees recht. Het wetsontwerp tot oprichting van het BIBC werd uiteindelijk op 27 april 2018 in tweede lezing goedgekeurd door de federale Ministerraad.
De oprichting van het BIBC had tot doel om meer buitenlandse investeerders aan te trekken in België. Voor internationale handelsgeschillen kwam men nauwelijk naar Brussel, maar week men uit naar Londen of deed men een beroep op arbitrage. De keuze voor het Engels als voertaal werd verantwoord met de vaststelling Engels "de taal van het internationaal zakenverkeer" is. Men verwachtte overigens dat procederen in het Verenigd Koninkrijk in de toekomst minder evident zou zijn vanwege de brexit. Vanwege de brexit verwachtte men voorts een toename van het aantal internationale handelsgeschillen.
Het BIBC zou uitspraak doen in eerste en laatste aanleg. Hoger beroep zou daardoor niet mogelijk zijn. Deze rechtbank zou bestaan zowel uit professionele rechters, als consulaire of lekenrechters. Procederen voor het BIBC zou enkel mogelijk geweest zijn mits akkoord van beide procespartijen, wat de collegialiteit van de rechtspraak verhoogt en de noodzaak aan hoger beroep ook doet verminderen.
De voorgenomen oprichting van het BIBC werd positief onthaald bij werkgeversorganisatie VBO. Tegenstanders spraken dan weer van een "kaviaarrechtbank".
Het wetsontwerp stief een stille dood nadat de minister van Justitie het van de agenda van de plenaire vergadering van de Kamer liet halen.
Nationaal recht